# Huda Ben Amer
Huda Ben Amer (également retranscrit Houda Ben Amer) est une femme politique libyenne, ancienne cadre du régime de la Jamahiriya arabe libyenne. Collaboratrice du colonel Mouammar Kadhafi, elle a été membre du secrétariat du Congrès général du peuple, avec le poste de secrétaire à l'inspection populaire et a été maire de Benghazi avant l'insurrection libyenne de 2011.

## Biographie
Née à Al Marg près de Benghazi dans une famille pauvre et sans influence, elle fait ses études à l'université de Benghazi.
Dès la fin des années 1970, elle se fait remarquer comme militante zélée du régime de Kadhafi, et membre active des Comités révolutionnaires. Elle atteint une notoriété nationale lors d'une exécution publique organisée par le gouvernement Kadhafi en 1984. L'événement se déroule au stade de basket-ball de Benghazi où doit se dérouler l'exécution d'un ennemi politique de Kadhafi, Al-Sadek Al-Hamed Shuwehdy, un ingénieur qui a fait campagne pacifiquement contre le régime du colonel. Des écoliers et des étudiants ont été réunis pour assister à l'exécution d'Al-Shuwehdy par pendaison. Quand l'homme se débat pendu à la potence, une jeune femme, Ben Amer, sort des rangs des spectateurs et attrape les jambes d'Al-Shuwehdy, les tirant vers le bas jusqu'à ce qu'il cesse de se débattre et meure,.
Cette cruauté, dont elle aimait à se vanter plus tard (« Nous n'avons pas besoin de parler, nous avons besoin d'exécutions » disait-elle, une phrase qui n'a pas été oubliée à Benghazi) lui a valu le rejet méprisant et durable de la population de Benghazi, et le surnom de Huda al-shannaga — Huda le bourreau,. Elle impressionne Kadhafi, qui a assisté à l'exécution à la télévision en direct. Il la promeut à des postes gouvernementaux de haut rang, dont maire à deux reprises de Benghazi et membre éminent de la Legan Thwria, l'organisation de comités révolutionnaires. Finalement, elle devient une favorite des Kadhafi, et l'une des femmes les plus riches et les plus puissantes en Libye. La journaliste française Annick Cojean rapporte qu'Huda Ben Amer aurait été, à un moment donné, la maîtresse de Mouammar Kadhafi : elle serait la mère biologique de Hana Kadhafi, fille adultérine du colonel, présentée par la suite comme sa fille adoptive.
Le ressentiment des Benghazis contre elle est tel qu'en 2006 il suffit qu'elle décide de prendre la tête d'une manifestation organisée par le régime contre les caricatures de Mahomet pour que celle-ci se transforme en manifestation violente contre le régime, rapidement réprimée dans le sang.
En avril 2009, elle est élue présidente du Parlement arabe, l'organe transitoire de la Ligue arabe, ce qui la conduit pendant la période de sa présidence à jouer un rôle dans la politique internationale en particulier dans les relations israélo-arabes. 
Au cours du soulèvement national au début de 2011, la foule prend d'assaut sa demeure à Benghazi et, la trouvant partie, brûle entièrement sa maison,. Plus tard en mars 2011, elle est vue près de Kadhafi à l'occasion d'un de ses discours télévisés. Elle est démise de son poste au Parlement arabe lors d'une réunion exceptionnelle le 21 mars 2011.
Après la prise de la capitale par les rebelles, elle est arrêtée le 2 septembre 2011 et emprisonnée à Tripoli,.